# Telemarketing
O telemarketing ou telemercadologia é o termo que designa a promoção de vendas e serviços por telefone. Com o tempo, passou a designar também serviços de cobrança e outros, como atendimento ao consumidor e suporte técnico por telefone. Estes serviços são feitos por empresas especializadas em trabalhos de divulgação e de orientação aos clientes em vários segmentos do mercado e utilizam em suas operações, grandes ambientes denominados call centers  ou centrais de atendimento, chamadas de SAC (serviço de atendimento ao cliente), permitindo variantes como por exemplo, SAT (serviço de atendimento ao telespectador).
Na década de 80, o serviço se expandiu para outras áreas, inclusive a política, quando o consultor em marketing Mauro Ferreira introduziu-o pela primeira vez, isto aconteceu mais precisamente na campanha para vereador e prefeito do Rio de Janeiro em 1988.[carece de fontes?] A partir daí foi-se desenvolvendo e hoje se tornou em uma das mais poderosas estratégias políticas e de venda.

## Serviço impopular: medidas para bloqueio
O telemarketing se tornou um sistema impopular, porque entra em contato com o telefone dos clientes de maneira, muitas vezes, inoportuna e desnecessária do ponto de vista do cliente. Além disso, a maioria das ligações é feita aleatoriamente por máquinas, que nem sempre conectam o operador a tempo pra falar com o possível cliente. Por isso, em segundos a ligação cai, logo depois de causar a perturbação. 
A Agência Nacional de Telecomunicações, a Anatel, informa que estudos de mercado estimam que ao menos um terço das ligações indesejadas no Brasil tem por objetivo a venda de serviços de telecomunicações. Dessa forma, a ANATEL exigiu das empresas de telefonia uma solução para o problema, criando, assim o "Não me perturbe" - um cadastro nacional para o bloqueio de ligações de telemarketing das empresas de telecomunicações. Para não receber mais as ligações de telemarketing de operadoras de telefonia, basta acessar https://naomeperturbe.com.br/ e cadastrar os números do seu celular e do telefone fixo para não receber mais esses telefonemas. 

## Vantagens para as empresas que praticam o telemarketing
O Telemarketing tem sido utilizado eficazmente para potenciar negócios e impactar directamente o consumidor. De entre as principais vantagens para as empresas utilizarem o Telemarketing enquanto meio de comunicação com o seu consumidor actual ou prospecto destacam-se as seguintes:
Interatividade: O Telemarketing constitui um meio muito pessoal e interativo;
Flexibilidade: As ações de Telemarketing tem uma flexibilidade muito grande porque pode servir para, num determinado momento, potenciar uma campanha, e no momento seguinte para incentivar os consumidores a ir ao ponto de venda
Rapidez A qualquer momento uma estratégia pode ser modificada, uma vez que as informações sobre a implementação das ações chegam rapidamente;
Optimização Num só contacto podem ser recolhidas muitas informações sobre um cliente e as suas necessidades e preferências 
Controle As operações de Telemarketing são relativamente fáceis de controlar e de implementar, se devidamente alicerçadas num sistema informático 
Foco O fornecedor de serviços de telemarketing adapta facilmente o conteúdo e o preço dos seus serviços consoante a segmentação desejada
Cobertura Pode atingir distâncias continentais em segundos, pois permite uma cobertura larga e controlada 
Comodidade Tanto para o comprador quanto para o vendedor
Custo Vender por Telemarketing tem custo mais flexíveis já os custos de comissões, estrutura e logística são menores do que num ponto de venda físico
Rapidez Um operador de Telemarketing pode efectuar mais contactos do que um vendedor de campo num mesmo período de tempo.

## Modos de operação

### Receptivo (In Bound)
É o modo no qual os operadores recebem as chamadas efetuadas pelos clientes (ou possíveis clientes) da empresa. Anteriormente era conhecido como "Passivo".
O termo In Bound significa literalmente "salto para dentro" em inglês, ou seja, a iniciativa se dá de fora da empresa para dentro, o cliente liga para a empresa para receber uma informação.

### Ativo (Out Bound)
É o modo no qual os operadores ligam para os clientes (ou possíveis clientes) da empresa. Serve em qualquer aplicação de Telemarketing, exceto no atendimento a consumidores, que é uma aplicação rigorosamente receptiva. Pode-se afirmar que Out Bound (literalmente "salto para fora"), significa que a ação se dá de dentro da empresa para fora. A empresa vai até o cliente para obter informação ou efetuar uma venda.